# Роландино Падуанский
Роландино Падуанский, или Роландино ди Бальярдо (итал. Rolandino da Padova, или Rolandino di Balaiardo, лат. Rolandinus Patavinus; 1200 — 2 февраля 1276) — итальянский хронист, нотариус из Падуи, автор «Хроники событий вокруг Тревизской марки» (лат. Cronica in factis et circa facta Marchie Trivixane).

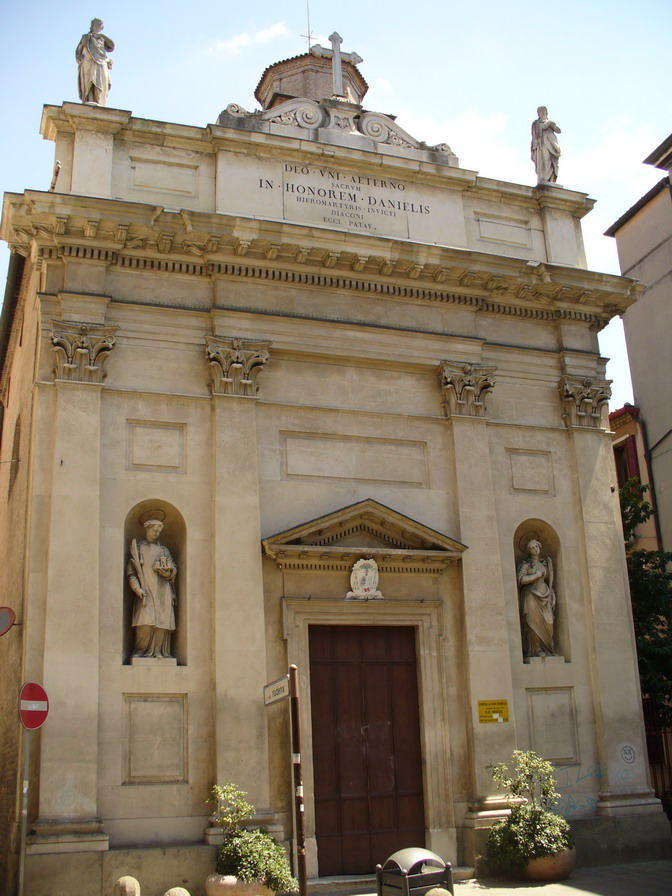
Церковь Сан-Даниэле в Падуе. XI—XVI вв.

## Биография
Родился около 1200 года в Падуе в семье нотариуса, выходца из местной старинной семьи Бальярдо. Учился в Болонском университете, где изучал грамматику и риторику у известного флорентийского учёного и историка Бонкомпаньо да Синья. 
В 1221 году получил в Болонье степень магистра (лат. officium magistratus), с 1226 года преподавал грамматику и риторику в университете Падуи. С 1223 года также служил нотариусом падуанской городской коммуны, с 1231 года исполнял обязанности нотариуса службы печати (лат. ad officium sigilli). 
В 1228 году участвовал в заседании городской коммуны во «Дворце разума», обсуждавшем по предложению местного феодала и политика Тисо да Кампосампьеро войну с видным лидером и полководцем гибеллинов Эццелино III да Романо, а позже присутствовал при встрече городского подесты Стефано Бадоера с последним у реки Брента. В 1230 году, по его собственным словам, слышал и записал речи падуанских гвельфов Герардо Рангони и Маттео Джустиниани на заседании городского совета. 
13 мая 1233 года, вместе с 16 знатными гражданами Падуи, подписал договор о компромиссе между городами Ломбардии, Романьи, Тревизской марки и папой Григорием IX во имя мира с императором Священной Римской империи Фридрихом II. 25 февраля 1237 года присутствовал при вступлении Эццелино да Романо в Падую, а 10 октября того же года был в императорском лагере в Гойто.
В период господства Эццелино в Падуе сведения о Роландино в источниках практически исчезают, не установлено даже, сохранил ли он свою официальную должность до взятия города противниками тирана в 1256 году. По-видимому, он надолго удалился тогда от политики, осев в провинции, где, возможно, занимался нотариальным делом. Не вызывает лишь сомнений, что 1257 году Роландино уже находился на службе у подеста Джованни Бадоера, сына Стефано, а в 1262 году за ним ещё оставалось его место в университете.
Умер 2 февраля 1276 года в Падуе и был похоронен в церкви Сан-Даниэле. После реконструкции храма в XVI столетии его могила была утрачена.

## Сочинения
Автор латинской «Хроники событий вокруг Тревизской марки» (лат. Cronica in factis et circa facta Marchie Trivixane), или «Хроники, или Памятных записок о событиях в Тревизской марке и вокруг неё, в 12 книгах» лат. Liber chronicarum siue Memoriale temporum de factis in Marchia et prope ad Marchiam Tarvisinam libris XII), написанной между 1260 и 1262 годами, по словам автора, «во имя чести, просвещения и к вящей пользе общины и народа Падуи, а также жителей других мест». Литературным образцом для Роландино послужило сочинение его учителя Бонкомпаньо да Синья «Осада Анконы».
Будучи сторонником коммунальных свобод и противником деспотизма, подробно описал в церковно-риторическом стиле борьбу падуанцев с владетелем Тревизской марки, правителем Вероны, Падуи и Виченцы Эццелино III да Романо (1256—1259), используя как исторические записи, оставленные его отцом, так и собственные воспоминания, а также, возможно, документы архива городской коммуны. Хронологически его сочинение, изобилующее цитатами из богословских и священных текстов, в том числе жития известного францисканского проповедника Антония Падуанского (1195—1231), охватывает события с 1200 по 1260 год, излагая не только историю возвышения и падения Эццелино, но и предысторию войны с ним. При этом Падуя изображается как главный центр сопротивления «адской тирании» одиозного полководца, который сравнивается с самим антихристом. 
Подобно другим итальянским городским хроникам того времени, сочинение Роландино проникнуто местным патриотизмом, родной город является для него «вторым Римом», а Тревизская марка во главе с Венецией — лучшей землёй на свете, «в почитании бога и святой церкви, в доблести и талантах граждан, в богатстве и могуществе с нею не может сравниться ни одно государство».
Хроника публично была прочитана Роландино 13 апреля 1262 года в бенедиктинском монастыре Святого Урбана в Падуе перед магистрами, бакалаврами и студентами местного университета, «которые, специально для этого собравшись, своим магистерским авторитетом одобрили, похвалили и признали истинной указанную книгу, то есть хронику» (лат. Qui ad hoc specialiter congregate predictum librum et opus sive cronicam sua magistrali auctoritate laudaverunt, approbaverunt et autenticaverunt).
Историческое сочинение Роландино было хорошо известно учёным-гуманистам Треченто, в частности, им пользовался в качестве источника известный падуанский хронист, поэт и драматург Альбертино Муссато (1261—1329).
Оригинальная рукопись хроники Роландино утрачена, старейший список датируется 1376—1400 годами и находится в собрании библиотеки Музея Коррера в Венеции (Correr 887), поздние копии XVI—XVII вв. хранятся в муниципальных библиотеках Падуи и Виченцы.
Впервые хроника была напечатана в 1726 году в Милане известным историком церкви Лудовико Антонио Муратори в VIII томе подготовленного им многотомного издания «Историописатели Италии» (лат. Rerum Italicarum Scriptores). В 1905—1908 годах эта публикация была заново отредактирована Антонио Бонарди в переиздании соответствующего тома серии в Читта-ди-Кастелло. Новейшее издание латинского текста и итальянского перевода выпущено было в 2004 году в Милане под редакцией Флавио Фьорезе.

## Публикации
- Rolandini Patavini. Cronica in factis et circa facta Marchie Trivixane: aa. aa. 1200 cc. — 1262, a cura di Antonio Bonardi // Rerum Italicarum Scriptores. — Nuova edizione. — Volume VIII. — Parte 1. — Città di Castello, 1905—1908. — pp. 1–174.
- Rolandino da Padova. Vita e morte di Ezzelino da Romano. Testo latino a fronte, a cura di Flavio Fiorese. — Milano: Fondazione L. Valla, Mondadori, 2004. — 665 p. — ISBN 978-8804527275.